# Porroglossum procul
Porroglossum procul är en orkidéart som beskrevs av Carlyle August Luer och Roberto Vásquez. Porroglossum procul ingår i släktet Porroglossum och familjen orkidéer. Inga underarter finns listade i Catalogue of Life.